# Kiersten Warren
Kiersten Nicolla Dale Warren (Iowa; 4 de noviembre de 1965) es una actriz estadounidense, conocidas por sus papeles como Alex Tabor en la serie Saved by the Bell: The College Years y como Nora Huntington en algunos capítulos de la exitosa serie,  Desperate Housewives.

## Carrera
Warren nació en Iowa. Es madre de la actriz Misti Traya (nacida el 23 de septiembre de 1981). En la actualidad está casada con el actor Kirk Acevedo. En 2009, apareció en un episodio de Fringe ("Unleashed") como la esposa de Charlie Francis, interpretado por el propio Acevedo. En 2003, actuó en un episodio de The West Wing titulado "Life on Mars", y en 2009 apareció en un episodio de Nip/Tuck titulado "Jenny Juggs".
Ha actuado en varias películas, incluyendo 13 Going on 30, Intolerable Cruelty, Divine Secrets of the Ya-Ya Sisterhood e Independence Day.

## Filmografía

### Cine
| Año  | Título                                  | Rol                | Notas          |
| ---- | --------------------------------------- | ------------------ | -------------- |
| 1994 | Saved by the Bell: Wedding in Las Vegas | Alex Tabor         | Cameo          |
| 1996 | Independence Day                        | Tiffany            |                |
| 1997 | Painted Hero                            | Teresa             |                |
| 1999 | Pushing Tin                             | Karen              |                |
| 1999 | Liberty Heights                         | Annie              |                |
| 1999 | Bicentennial Man                        | Galatea            |                |
| 2000 | Duets                                   | Candy Woods        |                |
| 2001 | Circuit                                 | Nina               |                |
| 2002 | Divine Secrets of the Ya-Ya Sisterhood  | Necie Kelleher     |                |
| 2003 | Black Cadillac                          | Jeannine           |                |
| 2003 | Intolerable Cruelty                     | Claire O'Mara      |                |
| 2003 | The Snow Walker                         | Estelle            |                |
| 2004 | 13 Going on 30                          | Trish Sackett      |                |
| 2006 | Hoot                                    | Sra. Eberhardt     |                |
| 2006 | Bring It On: All or Nothing             | Pamela "Pam" Allen | Vídeo          |
| 2006 | The Astronaut Farmer                    | Phyllis            |                |
| 2008 | Christmas Cottage                       | Tanya              |                |
| 2009 | Charades                                | Nikki              | Película corta |
| 2012 | Silent but Deadly                       | Rachel             |                |
| 2016 | The Thinning                            | Barbara Michaels   |                |
| 2016 | An Inherited Life                       | Penny              |                |
| 2017 | The Invisible Mother                    | Coco               |                |